# Пышкец (Балезинский район)
Пышке́ц — деревня в Воегуртском сельском поселении Балезинского района Удмуртии. Центр поселения — деревня Воегурт.
Село стоит на реке Унтемка. До железной дороги километр (1211 км).
Население — 114 человек (2007; 45 в 1961).
В деревне 1 улица — Луговая.
Почтовый индекс: 427550.
Код ИФНС: 1837.